# Dion Graus
Dion Jean Gilbert Graus (født 19. marts 1967 i Heerlen) er en hollandsk politiker, som har været medlem af Tweede Kamer (underhuset) siden 30. november 2006 for Frihedspartiet.
Graus er en tidligere bilsælger samt sælger af veterinærprodukter, og har arbejdet for den lokale Limburg-tvkanal TVL.